# Climaciella brunnea
Climaciella brunnea  (лат.) — вид хищных насекомых из семейства мантиспид отряда сетчатокрылых. Встречаются в Северной Америке: Канада (Британская Колумбия, Альберта, Манитоба, Онтарио, Квебек) и США. Вид был впервые описан в 1824 году американским энтомологом Томасом Сэем в составе рода Mantispa под первоначальным названием Mantispa brunnea Say in Keating, 1824.

## Описание
Среднего размера сетчатокрылые насекомые (длина тела 2—3 см). Основная окраска коричневая с жёлтыми отметинами (мимикрия под общественных ос рода Polistes). Длина переднего крыла от 10 до 19 мм. Длина переднеспинки от 2,6 до 5,4 мм.

## Биология
Хищники, которые сильно увеличенными передними ногами (изогнутыми как у богомолов) захватывают свою добычу (мелких насекомых). Самцы живут только в период спаривания (весной). Личинки — паразитоиды, ассоциированы с пауками родов Schizocosa, Lycosa (Redborg and MacLeod 1983; LaSalle 1986), Rabidosa (Redborg 1998) и Tarantula (George and George 1975).
Представители C. brunnea часто охотятся, сидя на ваточнике, используя нектар этого растения в качестве дополнительного источника пищи. При этом они пачкаются в пыльце, и, перемещаясь с цветка на цветок, могут выступать в роли опылителей.

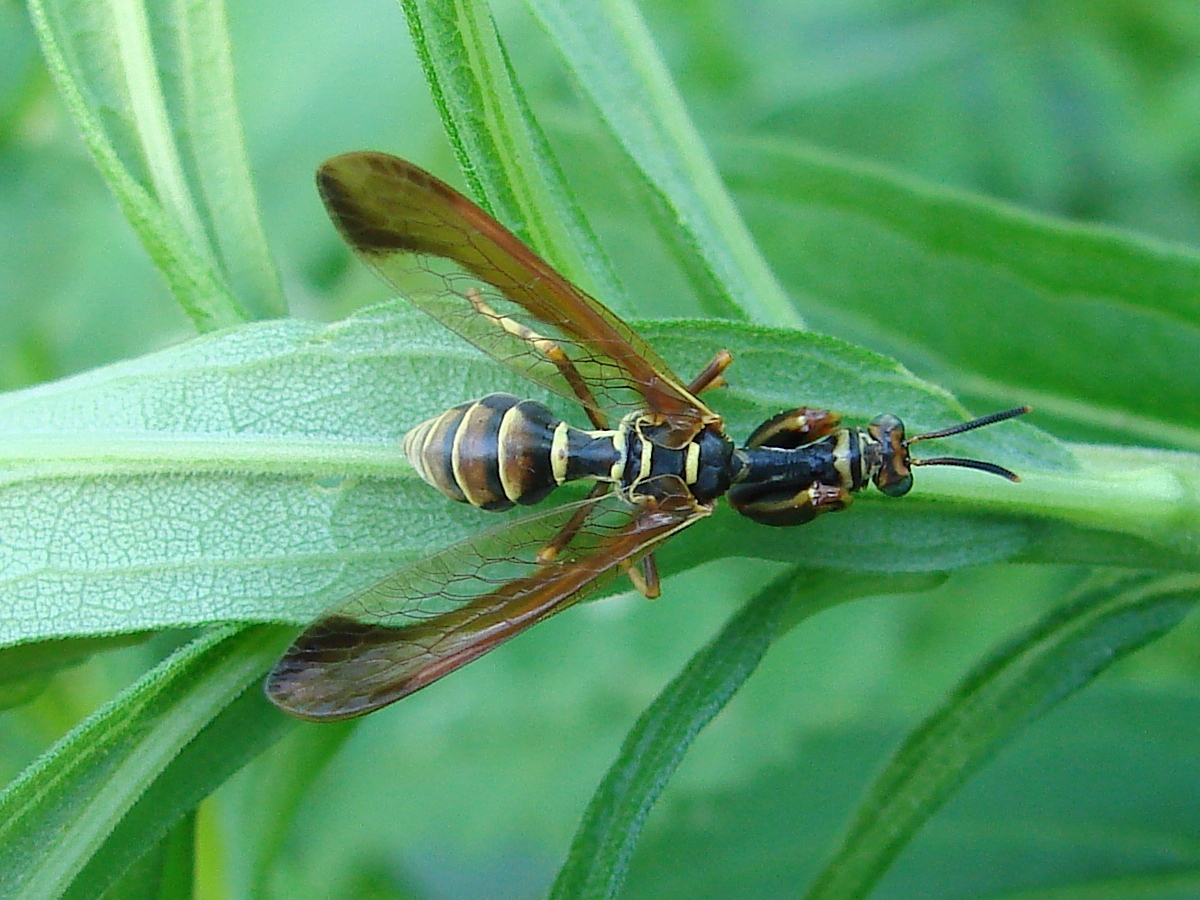
Climaciella brunnea